# Polichno (przystanek kolejowy)
Polichno – przystanek kolejowy w Polichnie, w kraju zlińskim, w Czechach. Znajduje się na wysokości 230 m n.p.m.

## Linie kolejowe
- 341 Staré Město u Uh. Hradiště - Vlárský průsmyk